# Hyundai Coupé
Das Hyundai Coupé ist ein Frontantriebs-Sportcoupé des koreanischen Herstellers Hyundai, das von Mitte 1996 bis 2009 gebaut, bis Ende 2011 vertrieben und in zwei Generationen aufgelegt wurde, wobei die letzte in drei Varianten verfügbar war.
In Nordamerika, Australien, Neuseeland, Südafrika und Österreich wurde das Auto als Tiburon verkauft (der Name kommt aus dem Spanischen und bedeutet Haifisch), im Heimatland des Herstellers als Tiburon (J2), Turbulence (RD) und Tuscani (GK).
Im August 2009 endete die Produktion des Tiburon, wobei Fahrzeuge aus Lagerbeständen auf manchen Märkten noch bis Ende 2011 verfügbar waren.

## Coupe (RD, 1996–2002)
Als Nachfolger für das S-Coupé brachte Hyundai im September 1996 ein Coupé (Typ J2 bzw. RD1) mit einem 2,0-Liter-Motor und 102 kW (139 PS) auf den Markt. Mitte 1997 wurde eine 1,6-Liter-Version mit 84 kW (114 PS) nachgereicht und beide Modelle wurden unter dem Beinamen Coupe FX verkauft. Gebaut wurden alle Modelle in Ulsan, Südkorea.
Es wurden auch verschiedene Sondermodelle produziert, die sich hauptsächlich auf kosmetische Änderungen und Verbesserungen konzentrierten. Als Hyundai in Großbritannien in die Formel-2-Rallye-Weltmeisterschaft einstieg, wurden 1998 und 1999 die Modelle „F2“ und „F2 Evolution“ herausgebracht.

### Motoren
| Modell | Motortyp | Hubraum  | Zylinder | Leistung        | Geschwindigkeit | Verbrauch (l/100 km) | Bauzeit         |
| ------ | -------- | -------- | -------- | --------------- | --------------- | -------------------- | --------------- |
| 1.6 FX | 4G61     | 1599 cm³ | 4        | 84 kW (114 PS)  | 193 km/h        | 8,3 N                | 06/1997–10/1999 |
| 2.0 FX | G4GF     | 1975 cm³ | 4        | 102 kW (139 PS) | 200 km/h        | 8,8 N                | 09/1996–10/1999 |

### Facelift (RD2, 1999–2002)
Pünktlich zur Jahrtausendwende wurde dann im Herbst 1999 die optische Erscheinung überarbeitet und es entstand der RD, der bis Anfang 2002 das aktuelle Coupé war. Das Coupé erhielt ein Facelift, bei dem die vorderen und hinteren Stoßstangen verändert wurden und der Innenraum aufgefrischt wurde. Auffällig waren vor allem die vorderen Leuchten (Vieraugen-Gesicht), die ein Design, ähnlich dem des Toyota Celica T20 oder dem Honda Integra, hatten.
Die Motorpalette blieb im Hubraumangebot unverändert, der 1,6-Liter-Motor wurde nicht in den USA angeboten, wo er weiterhin als Tiburon verkauft wurde. In Deutschland wurde der 1,6-Liter-Motor vom Markt genommen. Der 2,0-Liter-Motor mit 102 kW (139 PS) schaffte den Sprint von 0 auf 100 km/h in ca. 9 Sekunden bei einem im Vergleich zum Vorgänger leicht erhöhten Gewicht von 1160 kg.
Im Frühjahr 2001 gab es leichte Änderungen bei der Motorisierung. So wurde der ältere und schwerere 1,6-Liter-Beta durch den neueren und leichteren Alpha-II ersetzt. Erkennbar ist dies an der geringeren Motorleistung von 79 kW (107 PS). Beim 2,0-Liter-Aggregat führten emissionsbedingte Anpassungen zu einer Leistungsreduzierung von 102 auf 99 kW.
Nach Herstellerangaben wurden in Deutschland über 9000 Einheiten von September 1996 bis zum Modellwechsel im Februar 2002 abgesetzt.

### Motoren (ab 1999)
| Modell | Motortyp | Hubraum  | Zylinder | Leistung        | Geschwindigkeit | Verbrauch (l/100 km) | Bauzeit         |
| ------ | -------- | -------- | -------- | --------------- | --------------- | -------------------- | --------------- |
| 1.6    | G4ED-G   | 1599 cm³ | 4        | 79 kW (107 PS)  | 193 km/h        | 7,2 N                | 03/2001–02/2002 |
| 1.6    | 4G61     | 1599 cm³ | 4        | 84 kW (114 PS)  | 193 km/h        | 8,3 N                | 10/1999–03/2001 |
| 1.6    | G4GR     | 1599 cm³ | 4        | 85 kW (116 PS)  | 193 km/h        | 8,3 N                | 03/2001–02/2002 |
| 2.0    | G4DF     | 1975 cm³ | 4        | 99 kW (135 PS)  | 200 km/h        | 8,8 N                | 03/2001–02/2002 |
| 2.0    | G4DF     | 1975 cm³ | 4        | 102 kW (139 PS) | 200 km/h        | 8,8 N                | 10/1999–03/2001 |

### Bildergalerie

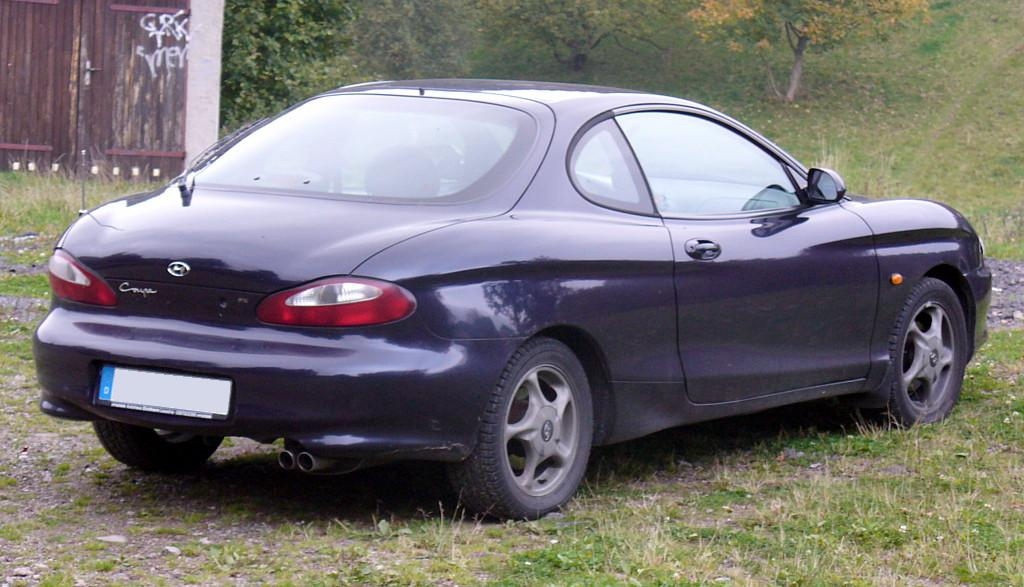
Heckansicht
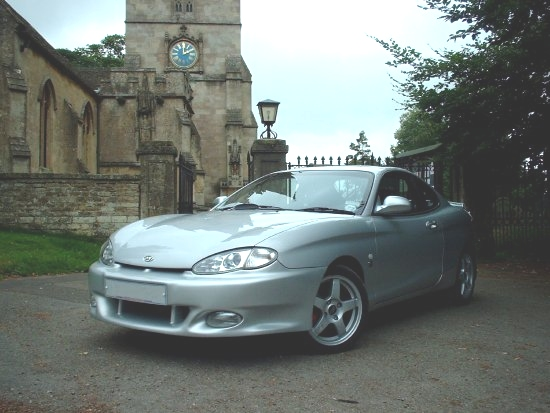
Hyundai Coupe F2 Evolution (1999)
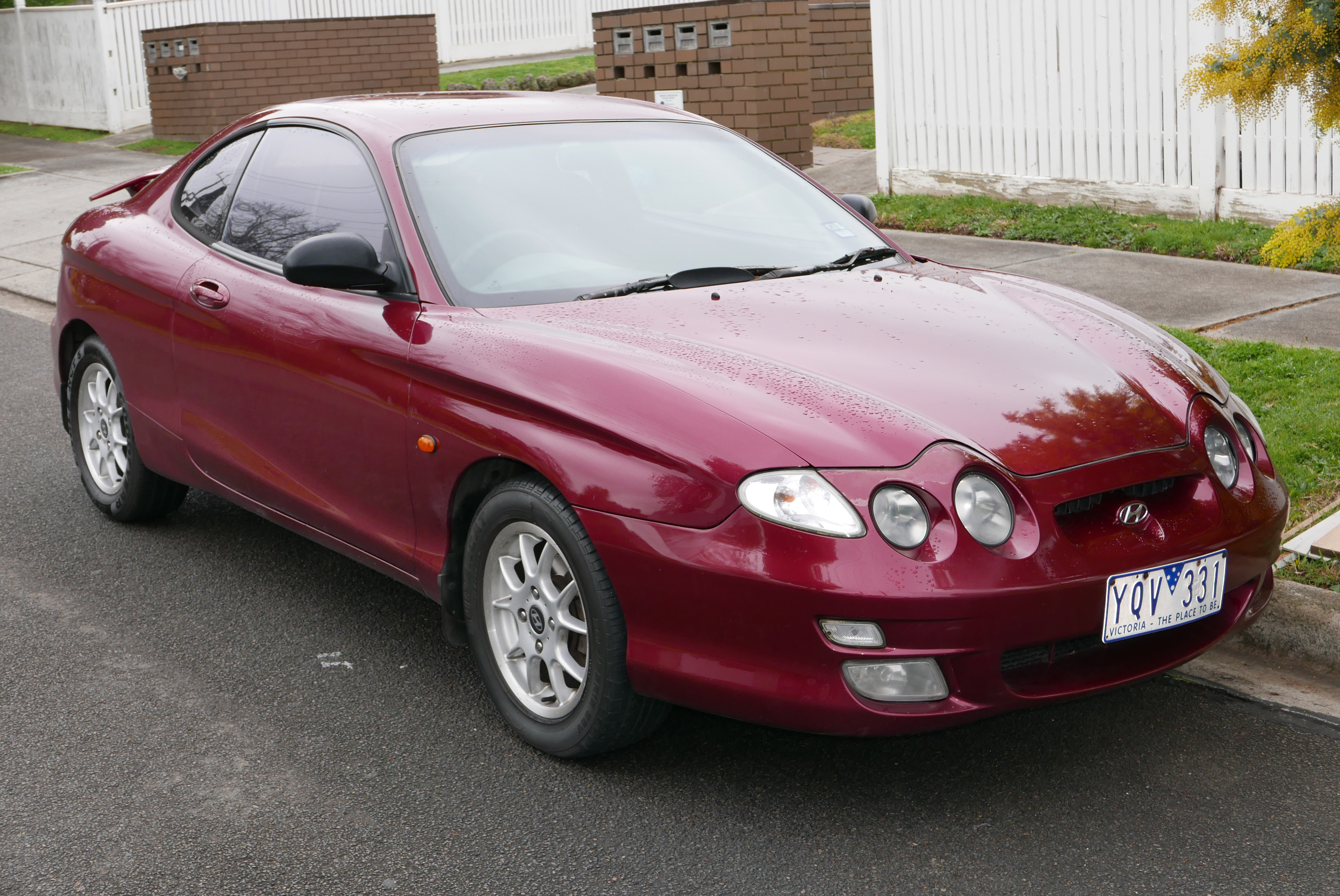
Facelift (1999–2001)
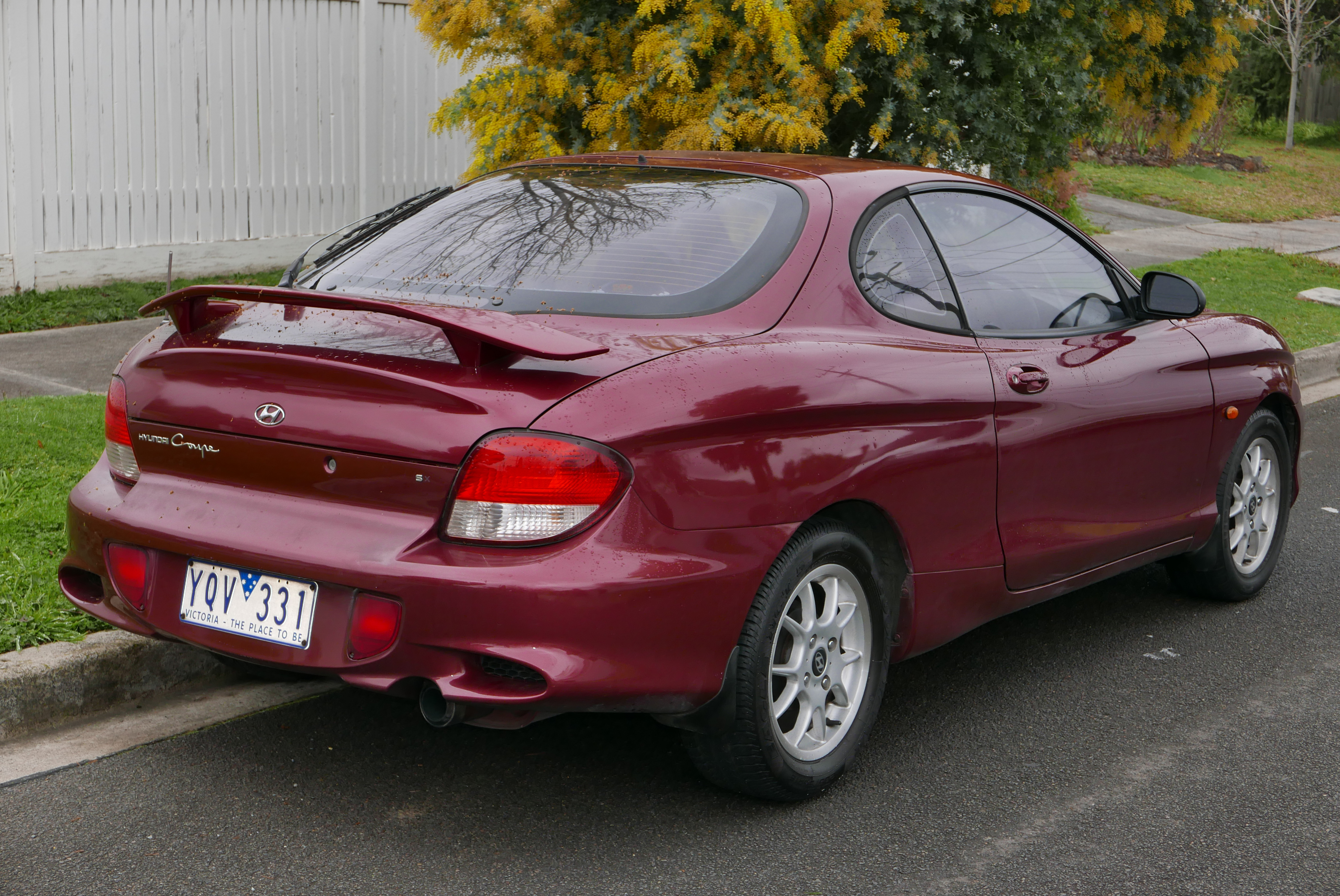
Heckansicht

## Coupe (GK, 2002–2009)

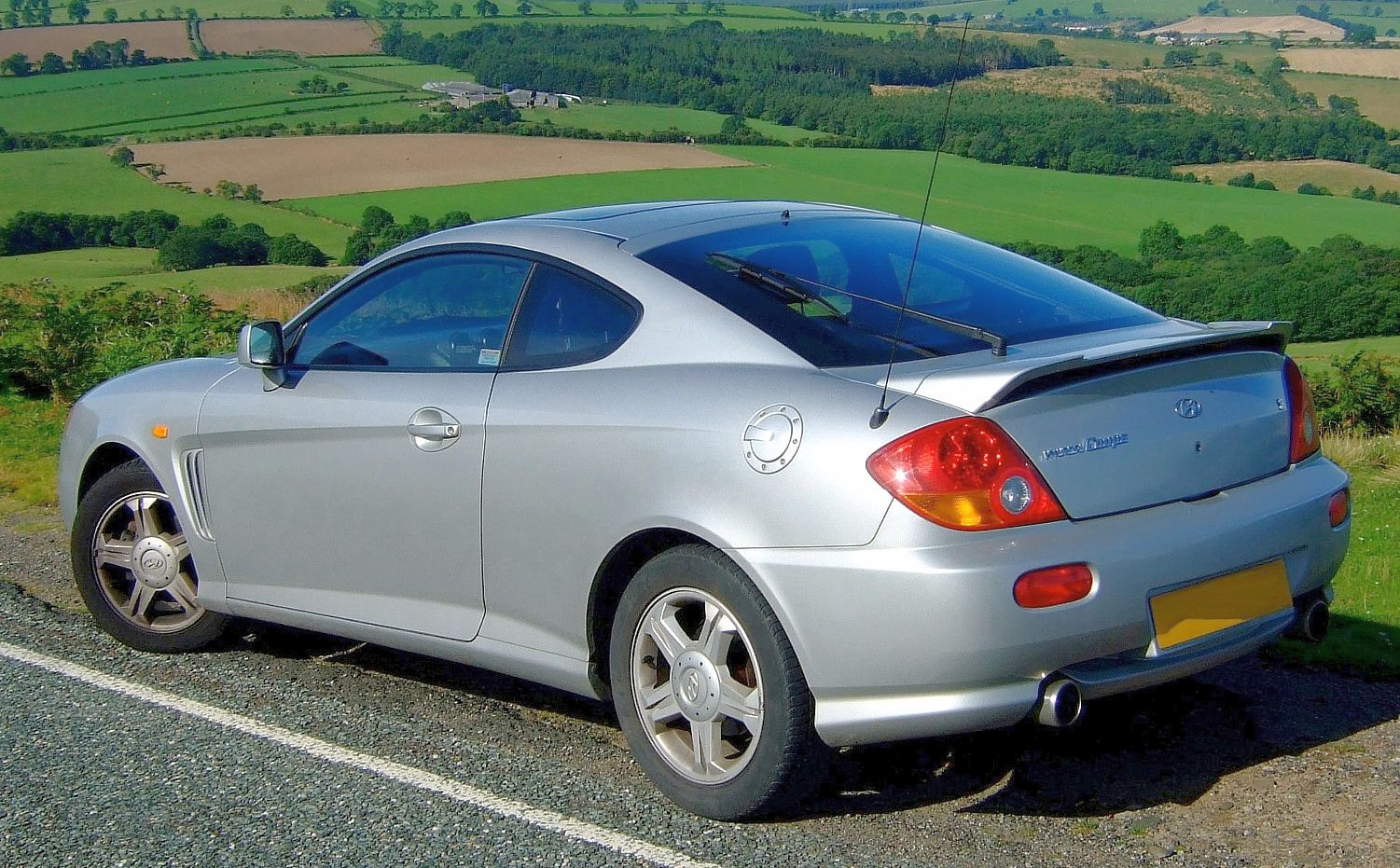
Heckansicht

Das neue Coupe (Typ GK) wurde auf der 59. IAA am 11. September 2001 der Weltöffentlichkeit vorgestellt und war vom Aussehen her eine völlige Neuheit, da man sich bei der neuen Generation zum einen wieder gegen die verblendeten Frontscheinwerfer entschied und zum anderen die Karosserie weniger kurvig gestaltete.
Das Auto wurde ab Anfang 2002 in drei Versionen den Motor betreffend hergestellt (s. r.). Die V6-Variante gab es wahlweise mit Sechs-Gang-Schalt- oder Vier-Stufen-Automatikgetriebe.

### Modellpflege
Anfang 2005 wurden einige Veränderungen am Design vorgenommen. Davon betroffen sind die Frontstoßstange, sämtliche Scheinwerfer, die Kiemen sowie die Felgen. Des Weiteren wurde der GK seit diesem Facelift in Deutschland nicht mehr mit 1,6-Liter-Motor verkauft.
Im Januar 2007 erfolgte ein weiteres Facelift für die dritte Generation. Die signifikantesten Änderungen dabei sind der Verzicht auf die Luftöffnungen hinter den Kotflügeln und die rundlicheren, langgezogenen Scheinwerfer.

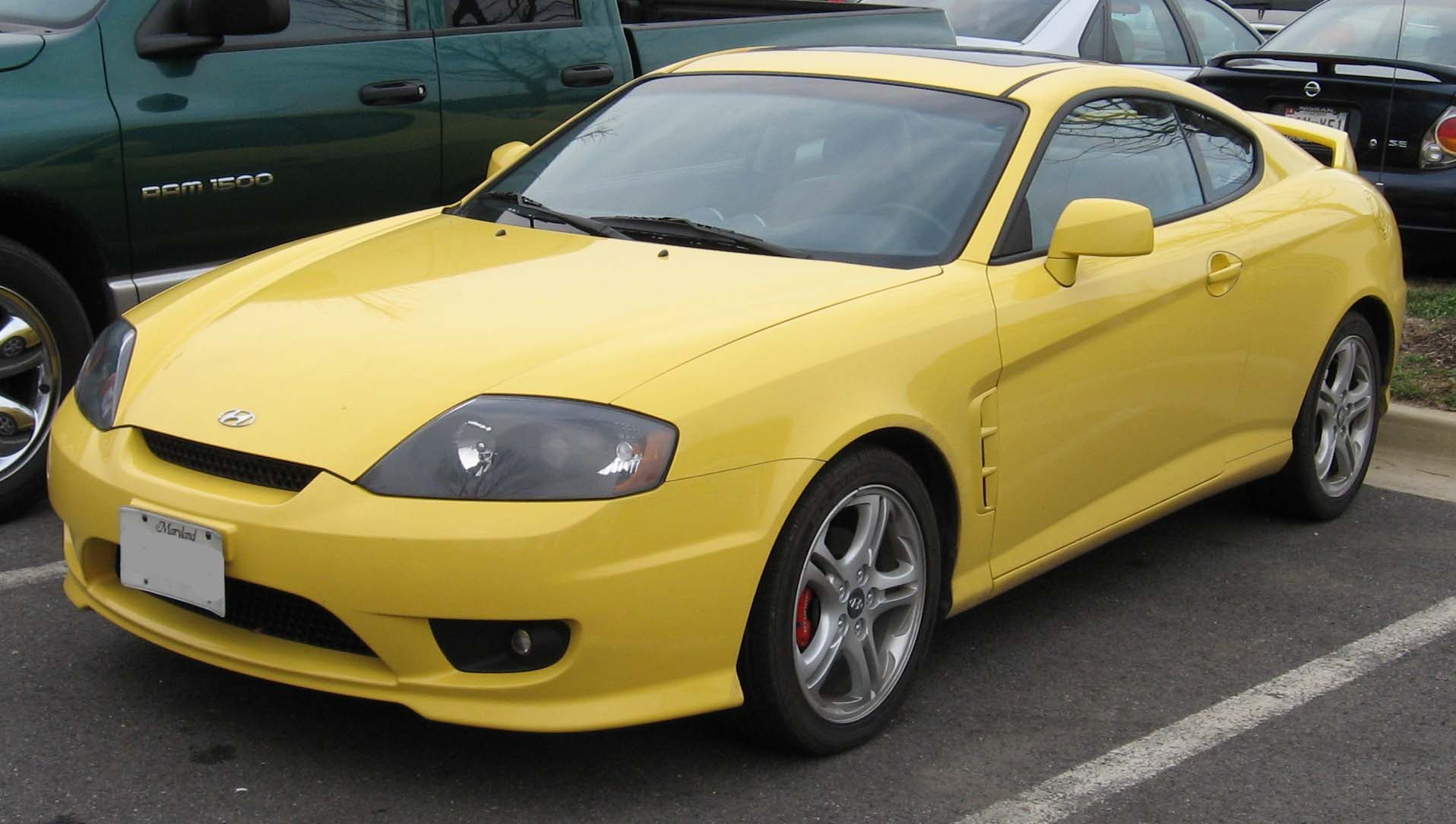
Hyundai Coupe (2005–2007)
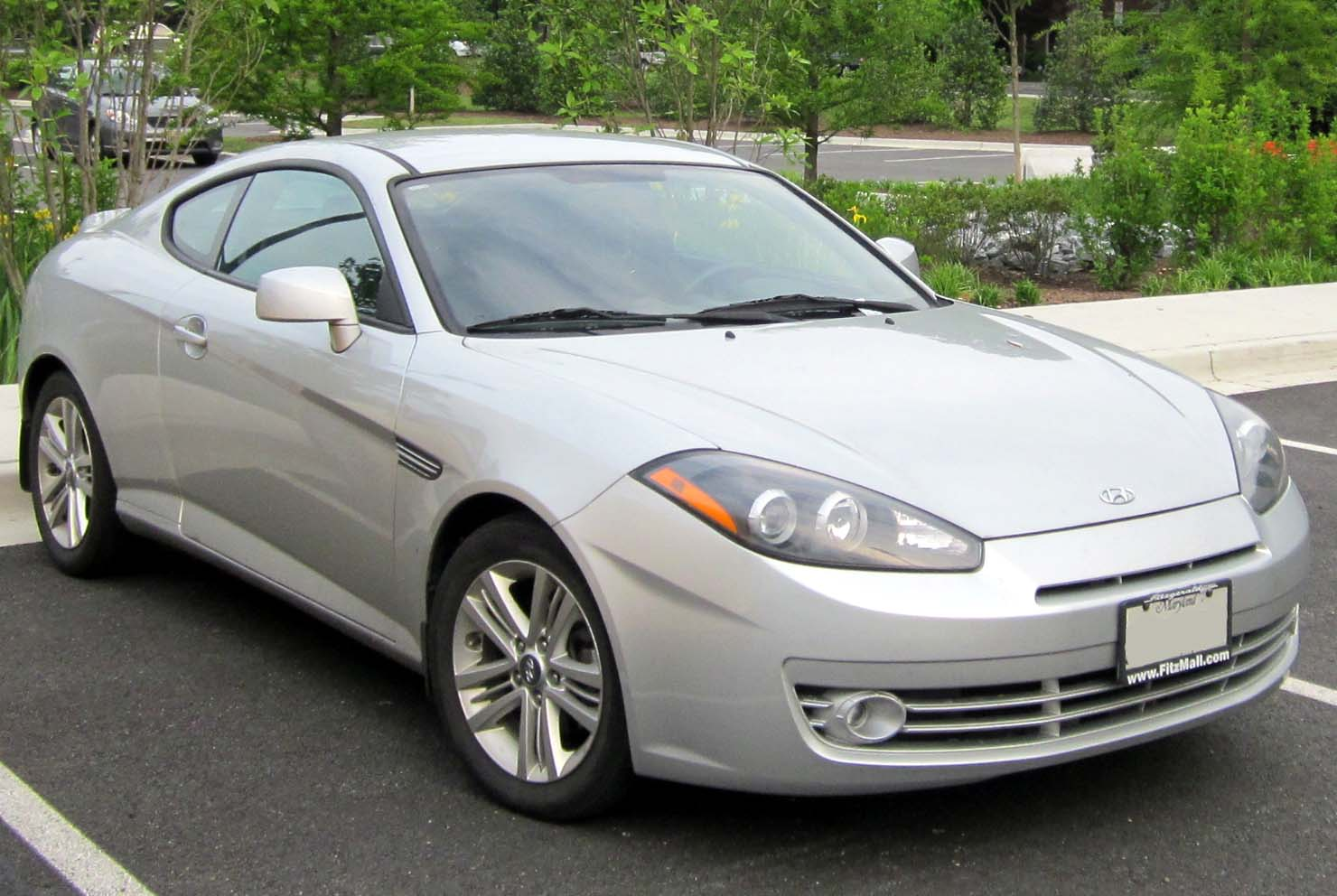
Hyundai Coupe (2007–2009)
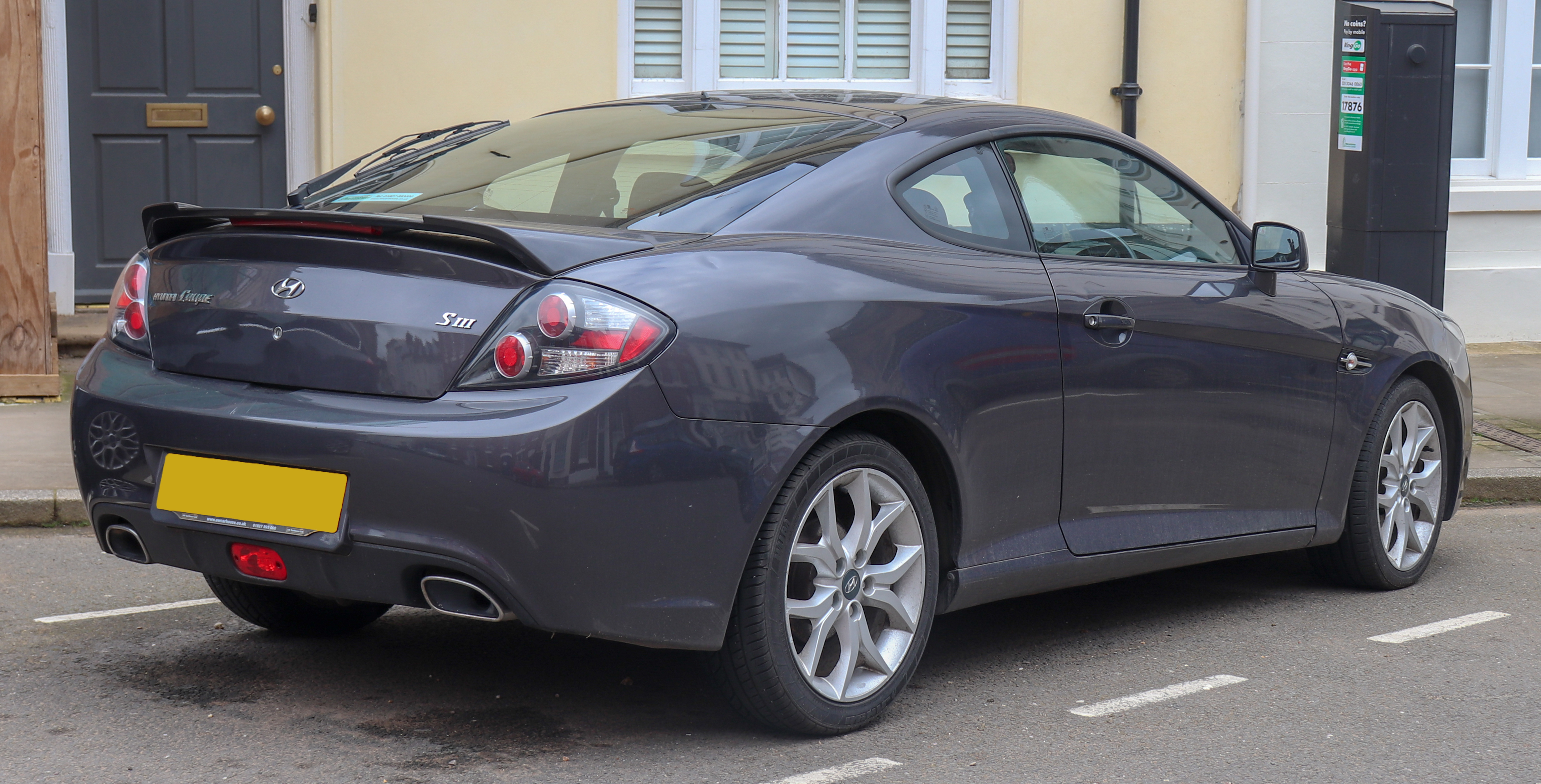
Heckansicht

Im August 2009 lief die Produktion des Coupe aus. Der Hersteller gab die Zahl der durchschnittlichen Neuzulassungen pro Jahr in Deutschland mit 1500 Einheiten an.
Der ideelle Nachfolger ist das Genesis Coupé, welches eine Abkehr vom Frontantrieb darstellt.

### Motorvarianten
| Modell | Motortyp          | Hubraum  | Zylinder | Leistung                     | Drehmoment        | Beschleunigung (0–100 km/h) | Höchstgeschwindigkeit | Bauzeit         |
| ------ | ----------------- | -------- | -------- | ---------------------------- | ----------------- | --------------------------- | --------------------- | --------------- |
| 1.6    | G4ED-G (Alpha-II) | 1599 cm³ | 4        | 77 kW (105 PS) bei 5800/min  | 143 Nm / 4500/min | 11,6 s                      | 195 km/h              | 10/2002–03/2009 |
| 2.0    | G4GC-G (Beta II)  | 1975 cm³ | 4        | 100 kW (136 PS) bei 6000/min | 179 Nm / 4500/min | 9,2 (10,5) s                | 206 (198) km/h        | 02/2002–01/2003 |
| 2.0    | G4GC-G (Beta II)  | 1975 cm³ | 4        | 105 kW (143 PS) bei 6000/min | 186 Nm / 4500/min | 9,1 (10,4) s                | 208 (200) km/h        | 02/2003–08/2009 |
| 2.7    | G6BA-G (Delta)    | 2656 cm³ | V6       | 121 kW (165 PS) bei 6000/min | 245 Nm / 4000/min | 8,2 (8,5) s                 | 220 (218) km/h        | 01/2007–08/2009 |
| 2.7    | G6BA-G (Delta)    | 2656 cm³ | V6       | 123 kW (167 PS) bei 6000/min | 245 Nm / 4000/min | 8,2 (8,5) s                 | 220 (218) km/h        | 02/2002–01/2007 |

*) Werte in Klammer mit Automatikgetriebe

### Ausstattung

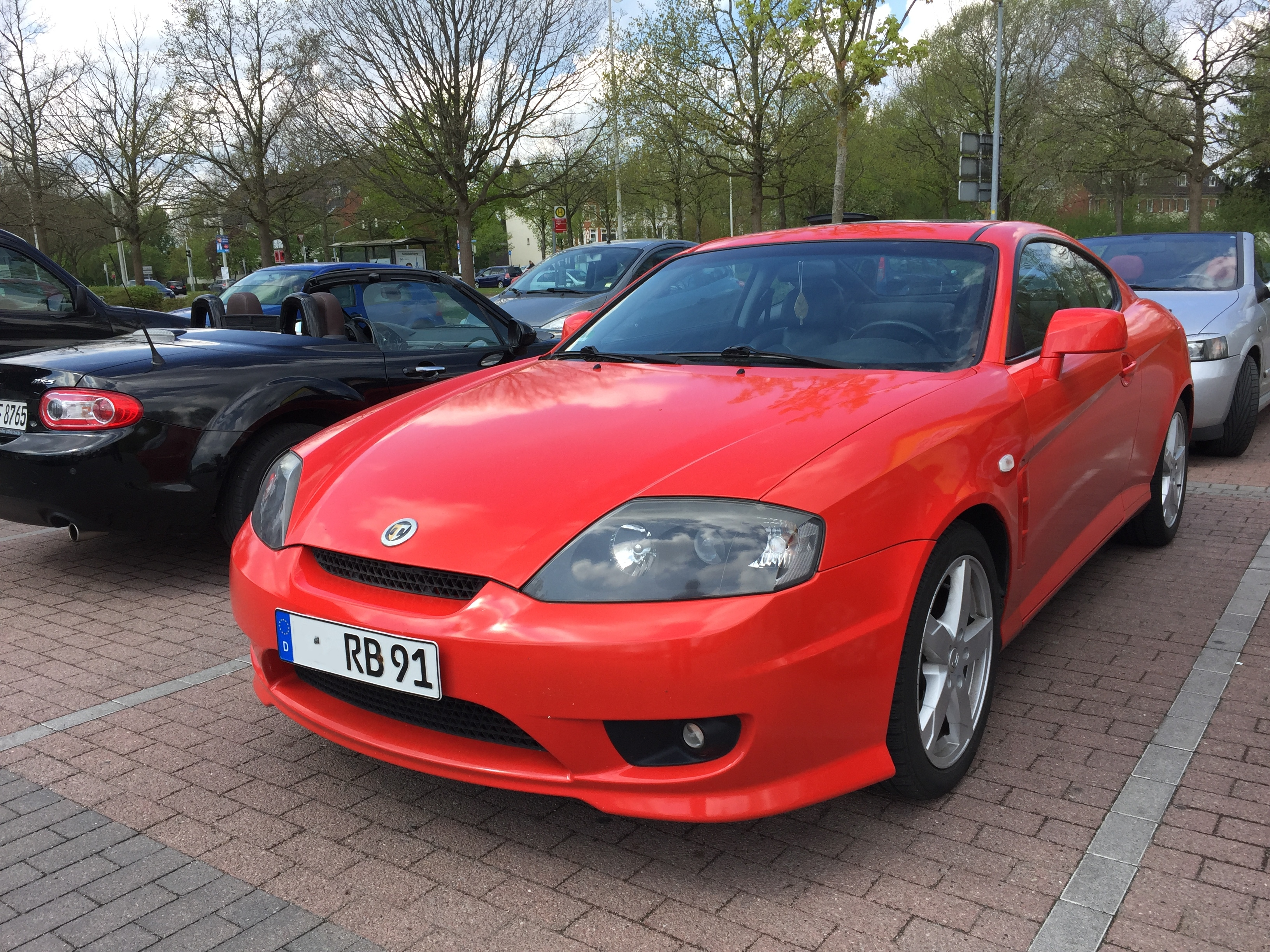
Hyundai Tuscani (2005–2007) Frontansicht

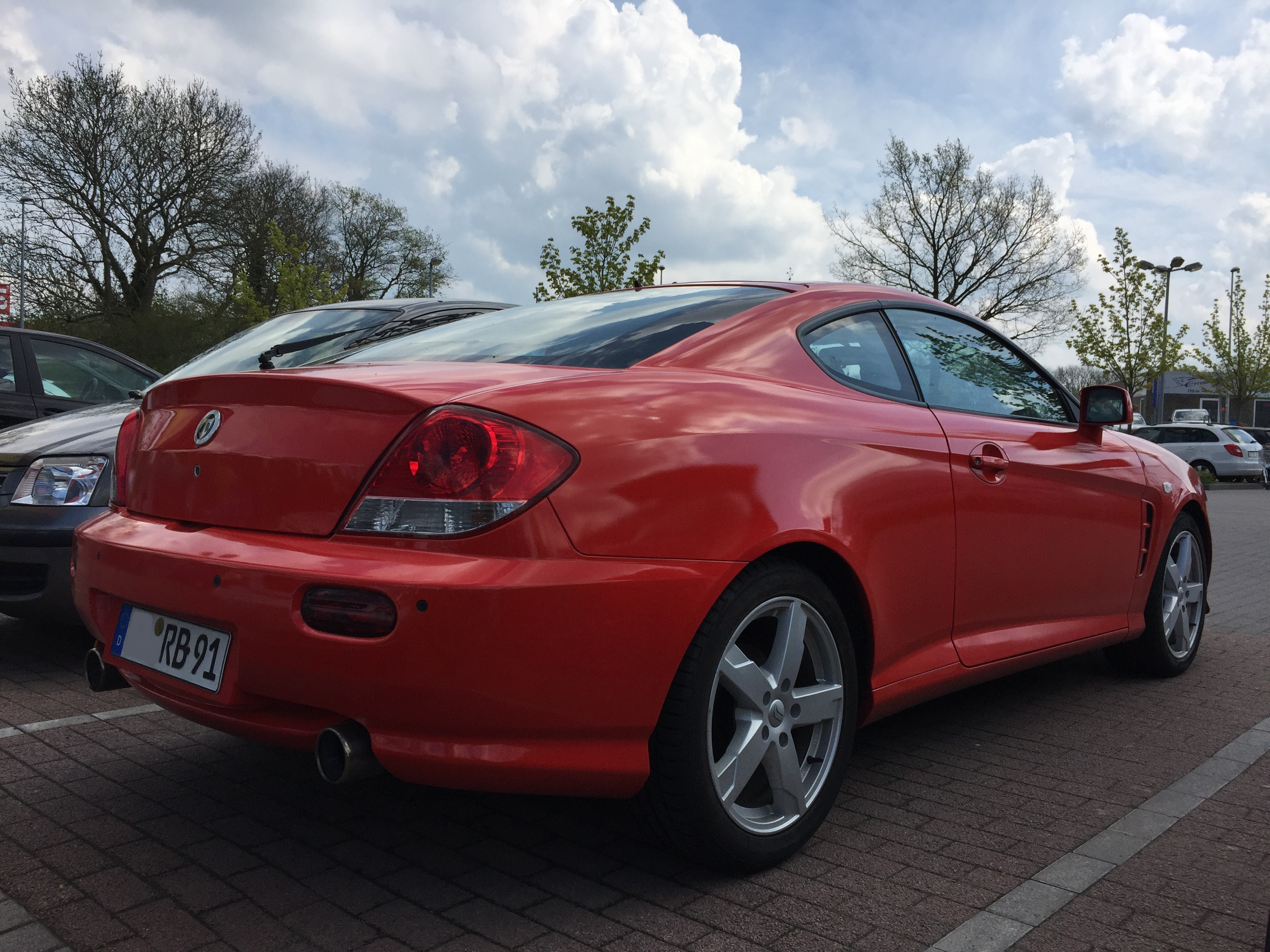
Hyundai Tuscani (2005–2007) Heckansicht

Die Ausstattung der Wagen ist je nach Version und Markt verschieden. In Deutschland erhältlich war die Ausstattungsvariante „GLS“, die außerdem durch ein fx am Heck erkennbar ist, sowie die Sondermodelle Style, Edition+, Red Edition und Cool Emotion.
Der Tiburon GT, wie die V6-Variante im Ausland genannt wird, war auch mit aufpreispflichtigen Ausstattungspunkten wie einer Klimaautomatik oder Vollledersitzen mit Sitzheizung erhältlich.
- ABS
- Front- und Seiten-Airbags
- Seitenaufprallschutz
- ESP (Elektronisches Stabilitätsprogramm)
- Traktionskontrolle
- elektrische Fensterheber und Schiebedach
- Sitzheizung vorne
- Bord-Computer
- Tempomat
- Klimaanlage/Klimaautomatik
- Leder, Teilleder bzw. Stoff
- Sportsitze
- Alufelgen (16", 17" oder 18" beim Sondermodell Cool Emotion)
- Zusatz-Rundinstrumente in der Mittelkonsole (Drehmoment, aktueller Verbrauch, Bordspannung)

### Sondermodelle

#### Style
Das erste Sondermodell des Coupé GK basiert auf dem 2,7-Liter-V6-Motor und war auf 150 Exemplare limitiert. Das ausschließlich in Schwarz verfügbare Modell kostete 27.190 € und wartete unter anderem mit einem Spoiler inklusive zusätzlicher Heckleuchte, 17-Zoll-Leichtmetallrädern und hellbrauner Lederoptik im Innenraum auf.

#### Cool Emotion
Das auf 100 Fahrzeuge limitierte Editionsmodell basierte auf der Basisausstattung mit dem 2,0-Liter-Ottomotor und 105 kW (143 PS). Die Ausstattung wurde innen durch Aluminium-Einstiegsleisten und -pedale sowie eine Fußstütze und eine Mittelkonsole in Aluminiumoptik aufgewertet.
Darüber hinaus gab es rote Ledersportsitze mit Sitzheizung und eine Klimaautomatik. Für das Exterieur standen 18-Zoll-Leichtmetallräder und die Lackierungen Crystal White und Carbon Grey zur Verfügung. Mit einem Preis von 25.990 Euro bot das Sondermodell einen Vorteil von 2.600 Euro.